# Dicranomyia obscuripennis
Dicranomyia obscuripennis là một loài ruồi trong họ Limoniidae. Chúng phân bố ở miền Australasia.